# 古川文貴
古川 文貴（ふるかわ ふみたか、1978年4月27日 - ）は、かつて高知競馬場に所属していた地方競馬の元騎手である。現役時の勝負服の柄は胴青・黄ダイヤモンド散らし、袖白・黄一本輪。地方競馬騎手としての生涯戦績は3524戦193勝。地方競馬の騎手を引退したのちも、古川は全国の草競馬に騎手として参戦している。

## 騎手受験まで
古川が騎手を志したのは高校1年の時であったが、高校2年の夏に身長を測ると164センチあり騎手試験の採用基準ギリギリであったため、古川は高校在学中に騎手試験へ挑戦することを決断した。体重に関しても50キロあったため、古川は一日一食制限を行いさらには真夏にサウナスーツを着込んでランニングを行い減量を敢行、古川は体重を42キロにまで落としてみせた。こうした努力が実って古川は騎手試験に合格し、高校2年の冬に幼稚園から通っていた高知学園を中退して騎手の道を歩み始めた。高知学園側も古川を快く送り出してくれたという。念願の騎手となった後古川は、レースがない日に朝3時から20頭ほどの競走馬へ調教をつける競馬人生を送った。

## 騎手生活および引退後
古川は高知競馬場へ所属した。古川の地方競馬騎手としての初騎乗日は1997年10月4日であり、翌日5日に初勝利を達成した。厩舎は宮路洋一厩舎へ所属していた。古川はハルウララの主戦騎手を務めた時期があり、ハルウララ全113戦中の37戦へ古川が騎乗している。
騎手生活を続けるうち減量が負担となったため、古川は騎手引退を決断、2006年10月1日をもって9年にわたる地方騎手生活を終えた。古川の引退にあたって引退競走が企画され、個人協賛競走「古川騎手お疲れ様特別」として行われた。なお同競走では10頭中1番人気のマルタカハーベストへ騎乗したが9着に終わっている。古川は地方競馬の騎手として3524戦193勝の生涯戦績を残し地方競馬の舞台を後にした。
騎手引退後、古川は名古屋市の寿司屋勤務へ転進していたが、草競馬で古川が騎手として参加していた際に三重県東員町の三重ホーストレーニングセンターへの転職を勧められ、再び馬の世界へ携わることになった。その後は全国の草競馬へ騎手としての参戦を始めた、2013年8月4日に長野県塩尻市の高ボッチ高原で行われた第60回目の「高ボッチ高原観光草競馬」にもジョッキーとして参戦しており古川は「アップダウンが激しく面白い。来年も来たいですね」と今後の参戦にも意欲を見せた、2014年には長野県佐久市で行われた「望月駒の里草競馬大会」にも古川が騎手として参戦している。
2015年時点では三重県で車関連の仕事をしていおり、同年、ハルウララが繋養されている千葉県御宿町のマーサファームでハルウララと11年ぶりに再会した。